# 3-Éthylpentane
Le 3-éthylpentane est un hydrocarbure saturé de la famille des alcanes de formule C7H16. Il est un des neuf isomères de l'heptane.